# 索洛夫伊夫卡 (扎波罗热州)
47°14′31″N 35°28′59″E / 47.24194°N 35.48306°E
索洛夫伊夫卡（烏克蘭語：Солов'ївка）是位於烏克蘭東南部的村莊，由扎波羅熱州瓦西里夫卡區的羅茲多爾市鎮負責管轄。該村始建於1810年，面積0.63平方公里，2001年人口112，人口密度每平方公里177.8人。